# Beaufort (Caroline du Nord)
Pour les articles homonymes, voir Beaufort.
Beaufort est une ville de l'État américain de Caroline du Nord, située dans le comté de Carteret, dont elle est le siège. Sa population s’élevait à 4 039 habitants lors du recensement de 2010, estimée à 4 164 habitants en 2017.

## Démographie
| Groupe            | Beaufort | Caroline du Nord | États-Unis |
| ----------------- | -------- | ---------------- | ---------- |
| Blancs            | 79,0     | 68,5             | 72,4       |
| Afro-Américains   | 17,0     | 21,5             | 12,6       |
| Métis             | 2,4      | 2,2              | 2,9        |
| Asiatiques        | 0,7      | 2,2              | 4,8        |
| Autres            | 0,6      | 4,4              | 6,4        |
| Amérindiens       | 0,3      | 1,3              | 0,9        |
| Total             | 100      | 100              | 100        |
|                   |          |                  |            |
| Latino-Américains | 2,6      | 8,4              | 16,7       |

Selon l'American Community Survey, pour la période 2011-2015, 97,37 % de la population âgée de plus de 5 ans déclare parler anglais à la maison alors que 1,73 % déclare parler l'espagnol.
| 1800 | 1850  | 1860  | 1870  | 1880  | 1890  |
| ---- | ----- | ----- | ----- | ----- | ----- |
| 437  | 1 661 | 1 610 | 2 430 | 2 009 | 2 007 |

| 1900  | 1910  | 1920  | 1930  | 1940  | 1950  |
| ----- | ----- | ----- | ----- | ----- | ----- |
| 2 195 | 2 483 | 2 968 | 2 957 | 3 272 | 3 212 |

| 1960  | 1970  | 1980  | 1990  | 2000  | 2010  |
| ----- | ----- | ----- | ----- | ----- | ----- |
| 2 922 | 3 368 | 3 826 | 3 808 | 3 771 | 4 039 |

## Jumelages
Beaufort est jumelée avec 19 villes :
- Beaufort (Australie)
- Beaufort-Blavincourt (France)
- Beaufort-en-Argonne (France)
- Chapdes-Beaufort (France)
- Montmorency-Beaufort (France)
- Beaufort-sur-Doron (France)
- Beaufort-en-Santerre (France)
- Beaufort-en-Vallée (France)
- Beaufort-en-Vallée (France)
- Beaufort (Haute-Garonne) (France)
- Beaufort (Hérault) (France)
- Beaufort (Isère) (France)
- Beaufort (Jura) (France)
- Beaufort (Nord) (France)
- Beaufort (Irlande)
- Beaufort (Luxembourg)
- Beaufort (Malaisie)
- Beaufort (Royaume-Uni)
- Beaufort West (Afrique du Sud)

## Source
- (en) Cet article est partiellement ou en totalité issu de l’article de Wikipédia en anglais intitulé « Beaufort, North Carolina » (voir la liste des auteurs).

1. ↑  (en) « Beaufort, LA Population - Census 2010 and 2000 », sur censusviewer.com.
2. ↑  (en) « Population of North Carolina - Census 2010 and 2000 », sur censusviewer.com.
3. ↑  (en) « Language spoken at home by ability to speak English for the population 5 years and over », sur factfinder.census.gov.
4. ↑  (en) « Statistiques des États-Unis - Caroline du nord - Profils des communautés de 2010 » (consulté en novembre 2020)